# Mixochroa
Mixochroa là một chi bướm đêm thuộc họ Geometridae.